# Роџер Бејкон
Роџер Бејкон (енгл. Roger Bacon; око 1214–1294) је био енглески филозоф, изумитељ и најчувенији фрањевац свога времена. Био је један од најраних поборника научне методологије. Предвидео је каснија открића микроскопа, телескопа, наочара, летећих машина, хидрауличних и парних бродова. Четири века пре Исака Њутна открио је да призма може разбити светлост по целом спектру.

## Биографија
Рођен је у Самерсету, али постоје тврдње и о Глостершеру. Изгледа да је потицао из имућније породице, али за време владавине краља Хенрија III одузета им је имовина, јер су били на страни краља, а неколико чланова породице је отишло у прогонство.
Бајкон је студирао и магистрирао је у Оксфорду проучавајући Аристотела. Не постоје никакви докази о његовом докторату. Негде између 1237. и 1245. почео је предавати на Универзитету у Паризу, који је тада био интелектуални центар Европе. Не зна се тачно шта је радио од 1247. до 1256. Постао је 1256. фратар фрањевачког реда. Као фрањевачки фратар више није држао предавања, а после 1260. његове активности су још више ограничене. Фрањевци нису смели да објављују књиге и памфлете без претходнога службенога одобрења.
Роџер Бејкон је упознао кардинала Гија л Гроса де Фулка, који је 1265. постао папа Клемент IV. Нови папа је дао Бејкону задатак да пише о улози филозофије унутар теологије. На тај начин је Бејкону дао одрешене руке да пише. Бејкон је папи послао рад „Opus maius“ у коме је представио свој поглед како се Аристотелова филозофија и нова наука могу уклопити унутар теологије. Осим тога дела Бејкон је папи послао и „Opus minus“, „De multiplicatione specierum“ и друге радове из алхемије и астрологије.
Папа Клемент IV је умро 1268, па је Бејкон изгубио заштитника. Негде између 1277. и 1279. Бејкон је ухапшен и стављен је у кућни притвор по налогу Жерома од Асколија, главног управника фрањеваца. Проблем је по свој прилици био повезан са забраном из 1277. одређених филозофских доктрина, укључујући детерминистичку астрологију. Негде после 1278. Бајкон се вратио у Оксфорд, где наставља студије.

## Интерпретације Бејкона
Бејкон је извео неке експерименте, који су били права експериментална наука, око 500 година пре успона науке на Западу. Због тога је Бејкон сматран првим правим експерименталним научником. То је била интерпретација настала у 19. веку, када се средњи век карактеризовао као мрачно доба. Поједини писци из 19. века описивали су Бејкона као жртву, која је била више пута осуђивана због својих идеја. Тако је описиван као заговорник модерне експерименталне науке и као изолована појава у непријатељском свету средњег века.
У 20. веку модификовано је филозофско разумевање улоге експеримента у науци, а историјско истраживање показало је да је постојала разнолика средњовековна научна активност. Слика о Бејкону се изменила. Идентификовани су многи средњовековни извори, који су имали утицај на његово стваралаштво, а његово проповедање експерименталне науке приказује се као различито од модерне науке. Што се тиче кажњавања, неки модерни критичари његова живота не налазе доказе да је био дуже затворен, а неки говоре и о наводном утамничењу.
Други и даље тумаче да су фрањевци држали Бејкона годинама у тамници, да би спречили да он учи друге научним методама.

## Његови радови

### Поглед на прошлост
Бејкон је утврдио током свога научног рада тешке проблеме тадашњег образовања. Аристотела су знали само преко превода, јер ниједан професор није знао грчки. То је било не само за Аристотела него за све старе изворе, укључујући библијске. За разлику од Аристотела, који је учио да се најпре скупе чињенице пре дедукције научне истине, тада су се углавном користили аргументи традиције и ауторитета. Није се прибегавало експериментима.
Бејкон је због тога напустио схоластичку доктрину и посветио се језицима и експерименталном истраживању: Постојало је неколико математичара, чије радове је проучавао. Петар Марикур је био аутор рукописа „De Magnete“, а Кампанус од Новаре је написао неколико радова о астрономији, астрологији и календару. Често је спомињао и радове Роберта Гросетесте и Адама Марша. Било је јасно да он није био изолован у 13. веку.

### Нови приступ
Позивао је на реформу теолошких студија. Сматрао је да се Библија треба изнова изучити на оригиналним језицима, на којима је била написана. Пошто је течно знао неколико језика жалио се колико је постојало грешака при преводима и бројним грешкама при интерпретацији текстова. Даље сматрао је да теолози треба да проучавају много више све науке и да то постане нормалан део њихових обавеза при образовању.
Што се тиче стицања знања сматрао је да приоритет треба дати експерименталном изучавању, а не ауторитетима. Он је иначе сматрао да не треба слепо следити ауторитете и у теолошком и у научном проучавању. Дотад је слеђење ауторитета био уобичајен начин проучавања. Критиковао је своје савременике Александра од Халеса и Алберта Магнуса да нису проучавали Аристотелову филозофију. Тако је на пример Алберт Магнус постао у Паризу ауторитет попут Аристотела, Авицене и Авероеса. Бејконова навика да говори што сматра истином и да напада оне са којима се не слаже често му је стварала проблеме

### Достигнућа
Бејкон је био један од најизразитијих интелектуалаца тога времена и иако су га обесхрабривали успео је да дође до многих открића. У делу „Opus mai“us изложио је математику, физику, оптику, алхемију, производњу барута, позиције и величине небеских тела. Предвидео је каснија открића микроскопа, телескопа, наочара, летећих машина, хидрауличних и парних бродова.
Проучавао је астрологију и веровао је да небеска тела утичу на судбину људи. Написао је и критику јулијанског календара.
Четири века пре Исака Њутна открио је да призма може разбити светлост по целом спектру и поново га скупити.
Он је био заступник става да се експерименталним методама упознаје свет. Планирао је да објави енциклопедију, али појавили су се само фрагменти.